# Microcnemum
Microcnemum là chi thực vật có hoa trong họ Amaranthaceae.